# Gideon Emery
Pour les articles homonymes, voir Emery.
Gideon Emery, né le 12 septembre 1972 à Windsor, est un musicien de jazz et acteur britannique. Il est principalement connu pour son rôle de Deucalion, un chef de meute loup-garou aveugle, dans la série américaine Teen Wolf.

## Enfance et éducation
Emery est né à Windsor, Royaume-Uni. À l'âge de quatre ans, son père a fait déménager sa famille à Johannesbourg, en Afrique du Sud. Enfant unique, Emery s'amusait à imiter des personnages de cinéma et de télévision. Ses premières imitations était Michael Jackson et Max de Pour l'amour du risque. Il est retourné en Angleterre durant sa scolarité, puis il est retourné en Afrique du Sud au collège de St John où il a cimenté son amour du jeu, en jouant Dick Deadeye dans la comédie musicale de Gilbert & Sullivan HMS Pinafore et de gagner Best Actor pour le rôle de M.Glum dans The Glums une comédie à sketches. Après avoir eu brièvement une carrière dans les arts graphiques, il a continué à étudier l'art dramatique à l'université du Witwatersrand.

## Filmographie

### Cinéma
- 1994 : Project Shadowchaser II de John Eyres
- 1994 : Never Say Die de Yossi Wein
- 1996 : Human Timebomb de Mark Roper
- 2000 : Glory Glory (en) de Paul Matthews
- 2001 : Witness to a Kill de Darrell Roodt
- 2002 : L'Apprenti sorcier de David Lister
- 2003 : Citizen Verdict de Philippe Martinez
- 2004 : Cape of Good Hope de Mark Bamford
- 2004 : A Case of Murder de Clive Morris
- 2005 : La Belle Dame sans merci de Hidetoshi Oneda
- 2006 : The Reel Monkey de Rosemary Lambert
- 2007 : Primeval de Michael Katleman
- 2007 : Almaz Black Box de Christian Johnston
- 2007 : Greetings from the Shore de Greg Chwerchak
- 2008 : Train de Gideon Raff
- 2011 : Blue Crush 2 : Joël
- 2013 : Beverly Hills Cop de Barry Sonnenfeld : Lyle Hawes (téléfilm sorti en ligne en 2022)
- 2014 : Dragons 2 : Teeny (voix)
- 2015 : Krampus : Krampus (voix)
- 2025 : G20 de Patricia Riggen

### Télévision
- 2003 : Les Dents de la mort (Red Water) de Charles Robert Carner
- 2005 : Commander in Chief : Jared Lyons (Saison 1, épisode 6)
- 2007 : Moonlight de Ron Koslow et Trevor Munson : Donovan Shepard
- 2009 : Burn Notice : Sean Glenanne, le frère de Sofia (Saison 3, épisode 9)
- 2010 : Castle : Lloyd Saunders (Saison 3, épisode 7)
- 2012 : Last Resort : l'agent Booth de la CIA
- 2013 à 2017 : Teen Wolf : Deucalion (saisons 3, 5 et 6)
- 2013 : NCIS : Enquêtes spéciales : Rudolph Stalin (saison 6, épisode 9)
- 2013 : True Blood : Justin (saison 6)
- 2013 : New Moon : Emile Zone (saison 2)
- 2014 : Shameless : professeur Moss (saison 4)
- 2015 : Grimm : Damien Barso (saison 4, épisode 13)
- 2015 : Daredevil : Anatoly
- 2016 : Chicago Police Department : Wade McGregor
- 2017 : S.W.A.T. : Gunnar Kade, chef d'un gang néonazi (saison 1, épisode 10)
- 2019 : Scream: Resurrection : officier Reynolds
- 2020 : Blacklist : Edward Lussier (saison 7, épisode 14)
- 2023 : Wolf Pack : Malcolm (saison 1, épisode 6)

### Jeux vidéo
- 2006 : Final Fantasy XII : Balthier
- 2009 : Dragon Age: Origins : Human Male (Mystique) + voix additionnelles
- 2010 : Vanquish : Sam Gideon
- 2011 : Dragon Age 2 : Fenris
- 2011 : The Elder Scrolls V: Skyrim : divers personnages
- 2011 : Battlefield 3 : Sergent Henry Blackburn
- 2012 : Assassin's Creed III : Reginald Birch
- 2013 : Dragon Age: Inquisition : Samson
- 2013 : Killzone: Shadow Fall : Jorhan Stahl
- 2013 : Fire Emblem: Awakening : Gaius
- 2014 : Wolfenstein: The New Order : Fergus Reid

- 2014 : Call of Duty: Advanced Warfare : Gideon
- 2016 : Fire Emblem Fates : Asugi, Dwyer, Keaton
- 2017 : Destiny 2 : Devrim Kay
- 2017 : Wolfenstein II: The New Colossus : Fergus Reid

- 2020 : Final Fantasy VII Remake : Biggs
- 2020 : Call of Duty : Modern Warfare : Nikto
- 2021: When The Night Comes : Finn 2024: Tekken 8 : Steve FOX